# Otto Staudinger (Lehrer)
Otto Staudinger (* 2. Dezember 1867 in Adorf im Vogtland, Königreich Sachsen; † 7. Dezember 1952 in Löbau, Deutsche Demokratische Republik) war ein deutscher Lehrer und Geschichtsforscher. Am 30. April 1948 wurde er zum Ehrenbürger der Stadt Löbau ernannt.

## Leben
Staudinger war Lehrer am Königlichen Lehrseminar in Löbau und engagierte sich als ehrenamtlicher Archivar sowie Forscher zur Geschichte der Stadt. Die Ergebnisse seiner Forschungen veröffentlichte er in verschiedenen Büchern, Magazinen und Heimatblättern. Nach dem Tod von Julius Sandt († 1928) übernahm er die Leitung des Löbauer Stadtmuseums. Diesen Posten legte er aufgrund der Diktatur des Nationalsozialismus Ostern 1943 nieder und übernahm ihn zur Wiedereröffnung im Oktober 1945 erneut. Zu diesem Zeitpunkt musste er das Fehlen einer großen Zahl von Exponaten beklagen, die 1944 aufgrund des Kriegsgeschehens im Zweiten Weltkrieg ausgelagert worden waren. Bis März 1951 hatte er die Leitung des Museums inne, ehe er sie seinem Nachfolger zum 1. April an seinen Nachfolger übergab.
Für sein Wirken wurde Otto Staudinger am 30. April 1948 zum Ehrenbürger der Stadt Löbau ernannt. Er war der letzte Würdenträger dieser Auszeichnung im 20. Jahrhundert. In der Löbauer Neustadt wurde eine Straße nach Staudinger benannt.

## Schriften
- Geschichte des Löbauer Gemeindegrundeigentums. In: Neues Lausitzisches Magazin. Bd. 97, Görlitz: Starke, 1921.
- Zur Geschichte der Löbauer Kürschnerinnung. In: Löbauer Heimatblätter. Löbau: Hohlfeld & Witte, um 1930.
- Siedlungsgeschichte von Walddorf. In: Löbauer Heimatblätter. Löbau: Hohlfeld & Witte, 1931.
- Karl Preuskers Beziehungen zu Löbau. In: Löbauer Heimatblätter. Nr. 157, 12. September 1936, S. 625–628.
- Löbauer Bürgerbuch von 1648 bis 1847. In: Neues Lausitzisches Magazin. Bd. 115, Görlitz: Starke, 1939.
- Geschichte des Löbauer Gemeindegrundeigentums. (2. Auflage) In: Neues Lausitzisches Magazin. Bd. 118, Görlitz: Starke, 1942.